# Gobernación de Tula
La gobernación de Tula (en ruso: Тульская губерния) es una división administrativa del Imperio en ruso: Тульская губерния, después de la R.S.F.S. de Rusia, ubicada en Rusia central con capital en la ciudad de Tula. Creada en 1796, la gobernación existió hasta 1929.

## Geografía
La gobernación de Tula limitaba con las de Moscú, Riazán, Tambov, Oriol y Kaluga.
El territorio de la gobernación de Tula está repartido actualmente entre las óblasts de Tula, Moscú y Oriol.

## Historia
La gobernación fue creada en 1796 como consecuencia de la reforma del virreinato (naméstnichestvo) de Tula. En enero de 1929, fue suprimida la gobernación y su territorio pasó a formar parte de la óblast industrial del Centro (renombrada como óblast de Moscú en junio de 1929).

## Subdivisiones administrativas
Al principio del siglo XX la gobernación estaba dividida en doce uyezds: Aleksin, Beliov, Bogoróditsk, Veniov, Yepifán, Yefrémov, Kashira, Krapivna, Novosil, Odóiev, Tula y Chern.

## Población
En 1897 la población del gobierno era de 1 419 456 habitantes, del cual 99,5 % eran rusos con pequeñas minorías ucranianas, polacas y judías.